# Tom Clancy's Ghost Recon Advanced Warfighter
Tom Clancy's Ghost Recon Advanced Warfighter (eller GRAW förkortat) är ett taktiskt actionspel utgivet av Ubisoft år 2006. Man spelar som Kapten Mitchell Scott, ledare för den inofficiella amerikanska elitstyrkan Ghosts. Spelet utspelar sig år 2013 och handlingen är lagd till Mexico City där rebeller har utfört en kupp.
Spelet släpptes till Xbox, Xbox 360, Playstation 2 och Windows.